# Masato Saki
Masato Saki (碕 理人 Saki Masato?,  Prefectura de Kioto, Japón, 1 de marzo de 1991) es un actor y cantante japonés. Se graduó de la Tokyo Dance and Actors School. Se hizo conocido por su papel de Kenya Oshitari en la segunda temporada de los musicales de The Prince of Tennis.

## Biografía
Saki nació el 1 de marzo de 1991 en la prefectura de Kioto, Japón. Debutó en 2010 con una pequeña aparición en el video musical Harumeku Bokura de la banda Daizy Stripper. En 2013, audicionó para el papel de Yūshi Oshitari en los musicales de The Prince of Tennis, pero este le fue dado al actor Takuya Kikuchi. Más adelante obtendría el rol de Kenya Oshitari. Sus pasatiempos incluyen diversas actividades como canto, acrobacias, boxeo, fútbol, kendō y judo. El 5 de julio de 2015, Saki lanzó su primer miniálbum, TOY.

## Filmografía

### Teatro
- Asuhe no Tobira como Bailarín
- Tsuki no Kyōshitsu como Tetsuya
- Harō guddobai
- Godzilla como Godzilla
- Sutēji doa como Sam Hesting
- in the blue (2011) como Matsuoka
- Orenji Inochi no Kiseki (2012, Hakuhinkan Theater) como Varios
- Pool Side Story (2012, Akashi Studio) como Ippei Nakajima
- Stand by Me (2012, Studio twl) como Hombre
- Nemurenu machi no Oji-sama (2012, Space Zero) como Jin
- 〜Rōdoku ☆ Danshi〜 Haru no Rōdoku Shūkan Jōnetsu no Arika (2013, Sasazuka Factory) como Liúdōu Niibori
- Nemurenu machi no Oji-sama 〜dreams like bubbles of champagne〜 (2013, Theatre sunmall) como Jin Ōsaka
- The Prince of Tennis (2013) como Kenya Oshitari
  - Seigaku vs. Shitenhoji (2013, Nippon Seinenkan)
  - Undoukai 2014 (2014, Yokohama Arena)
  - Seigaku vs. Rikkai ~ Nationals (2014, Tokyo Dome City Hall)
  - Budōkan 2014 (2014, Nippon Budokan)
  - Dream Live 2014 (2014, Saitama Super Arena)
- How to kill a cat in New York (2014, Theater Green) como Yū Matsuki
- Hāto no Kuni no Arisu ~Wandafuru Wandā Wārudo~ (2015, Space Zero) como Ace
- Fushigi Yūgi (2015, Shinagawa Prince Hotel) como Yado Tsubasa
- Moon & Day 〜Uchi no Tamashi Rimasen ka?〜 (2015, Space Zero) como Masayuki Sakai
- Nemurenu Yoru no Honkītonkuburūsu Dainishō 〜hiyaku〜 (2015, Kinokuniya Hall) como Rintarō
- A. & C. -Adult Children- (2015, The Pocket) como Danchi
- Katakoi. (2015, The Pocket) como Invitado
- La Corda d'Oro: Blue♪Sky First Stage (2015, Space Zero) como Chiaki Tōgane
- Gei-sai (2015, The Pocket)
- Seishun -Aoharu- Tetsudō (2015, Space Zero) como Invitado
- Prince Kaguya (2015, Hakuhinkan Theater) como San[2]
- Mayonaka no Yaji-san Kita-san (2016, Tokyo Dome City) como Invitado
- Hāto no Kuni no Arisu 〜The Best Revival〜 (2016, Space Zero) como Ace
- Hansamu rakugo dai nana-maku (2016, Red Theater)
- Akatsuki no Yona (2016, Ex Theater Roppongi) como Soo-Won
- Kujira no Kora wa Sajō ni Utau (2016, AiiA 2.5 Theater Tokyo) como Ryodari
- Makai Ōji (2016, Space Zero) como Gilles de Rais[3]
- Tarō Urashima (2016, Meiji-za) como Hiramen
- Jōzu ~Takarakuji Atattande Yarimasu~ (2016, Haiyuza Theater) como Invitado
- La Corda d'Oro: Blue ♪ Sky Prelude of Ikishikan (2016, Theatre senjyu) como Chiaki Tōgane
- Hansamu rakugo dai hachi-maku (2016, CBGK Shibugeki!!)[4]
- La Corda d'Oro: Blue♪Sky Second Stage (2016, Space Zero) como Chiaki Tōgane
- Hochikisu myūjiamu (2017, Nakano Theater) como Invitado
- Prefecture Puzzle 2017 (2017, Theater Guide) como Tōru Kamoshita
- Tabi Neko Report (2017, Hakuhinkan Theater) como Nana / Satoru
- Sengoku Wars (2017, Tokyo Metropolitan Art Space) como Oda Nobukatsu, Shibata Katsuie
- Snow Princess (2017, Space Zero) como Chris
- Hakuohki SSL: Sweet School Life ~The Stage Route~  (2017, Theater Sunmall) como Nagakura Shinpachi
- Sorekara (2017, Haiyuza Theater) como Invitado
- Acharaka (2017, Kichijoji Theater) como Jakū
- Yume ōkoku to nemureru 100-ri no Oji-sama ~Prince Theater~ (2017, AiiA 2.5Theater Tokyo) como Sombrerero loco
- Rengoku ni Warau (2017, Sunshine Theatre) como Momochi Shishimon[5][6]
- Makai Ōji: The Sencod Spirit (2017, Shijuku Face) como Gilles de Rais
- The Years of the Winter Camp in the Meiji Period Festival (2017, Umeda Arts Theater) como Sanada Ten Braves

### Televisión
- Music Station (TV Asahi) como Bailarín
- London Hearts Friday (2013, TV Asahi) como Seike
- Kamisama no Bōto (2013, NHK-BS)
- Friday Prestige: Gekai Hatomura Shugoro Yami no Chart (2014, Fuji Television)
- Watashitachi ga Puropōzu sa Renai ni wa, 101 no riyū ga atteda na (2015, LaLa TV) como Suzuki
- Butaimon hansamu rakugo awā #9 (2016, Tokyo MX)
- Shūkatsu Kazoku ~Kitto, umaku iku~ (2017, TV Asahi) como Anfitrión

### Películas
- Vanilla Boy: Tomorrow Is Another Day (2016) como Kikuhara

### CD dramas
- Tantei-bu Kiki!? Seito Kaichō no Yabō (28 de mayo de 2016)
- Buchō shōshitsu futari no mi Tantei!? (28 de mayo de 2016)

## Discografía

### Miniálbum
- TOY (5 de julio de 2015)